# Dublet (słowo)
Dublety lub dublety etymologiczne – para wyrazów w obrębie jednego języka o wspólnej etymologii, ale różniących się znaczeniem i brzmieniem. Choć często dotyczą przede wszystkim zapożyczeń, występują także tzw. dublety rodzime.
Przykładem tego zjawiska w języku polskim są wyrazy tłumacz, tersiman i dragoman, które wywodzą się z tego samego wyrazu arabskiego, ale trafiły do języka polskiego różnymi drogami:
- tłumacz  ← psł. *tъlmačь ← praturk.*tylmač ← ar. tarğumān.
- tersiman ← osm. tercüman ← ar. tarğumān.
- dragoman← wł. dragomanno ← ar. tarğumān.